# Árni beiskur
Árni beiskur (apodado el Amargo) (fallecido el 22 de octubre de 1253) fue un islandés partidario del caudillo medieval y jarl de Islandia Gissur Þorvaldsson y quien, según la saga Íslendinga, asumió el papel de asesinar al escaldo e historiador Snorri Sturluson. Posteriormente, fue capturado y ejecutado durante el cruento episodio conocido como Flugumýrarbrenna. La saga cita que no pidió clemencia y que el último que le habló fue Kolbeinn Dufgusson con estas palabras: 

Nadie recuerda a Snorri Sturluson, si eso te alivia.

Árni beiskur es un personaje oscuro en la historia de Islandia, pero sus últimas palabras muestran entereza y fuerza de carácter:

Árni beiskur está aquí, dijo, y no pedirá clemencia. También puedo ver que no muy lejos yace otro a quien deseo seguir. (el que yacía a su lado era Hallur, hijo de Gissur Þorvaldsson).